# Ia Genberg
Ia Gabriella Genberg (Stockholm, 1967. november 5. –) svéd újságíró és regényíró.
A svédországi Stockholmban született, íróként 2012-ben debütált a Söta fredag („Édes péntek”) című regényével. Negyedik regénye, a Detaljerna („Részletek”) 2022-ben, megjelenésének évében elnyerte az August-díjat. 2024-ben Kira Josefsson angol fordítása a 2024-es Nemzetközi Booker-díj jelöltje volt.

## Művei
- Söta fredag, Weyler förlag, Stockholm: 2012. ISBN 978-9185849789
- Sent farväl, Weyler förlag, Stockholm: 2013. ISBN 978-9185849970
- Klen tröst och fyra andra berättelser om pengar, Weyler förlag, Stockholm: 2019. ISBN 978-9176811078
- Detaljerna, Weyler förlag, Stockholm: 2022. ISBN 9789127175549
  - Részletek. Regény – Jelenkor, Budapest, 2024 · ISBN 9789635182671 · Fordította: Petrikovics Edit

## Fordítás
- Ez a szócikk részben vagy egészben  az   Ia Genberg című angol Wikipédia-szócikk fordításán alapul.  Az eredeti cikk szerkesztőit annak laptörténete sorolja fel. Ez a jelzés csupán a megfogalmazás eredetét és a szerzői jogokat jelzi, nem szolgál a cikkben szereplő információk forrásmegjelöléseként.